# کری استینسیفر
کری استینسیفر (به انگلیسی: Carrie Steinseifer) (زادهٔ ۱۲ فوریهٔ ۱۹۶۸) شناگر اهل ایالات متحده آمریکا است.